# João Pedro Xavier da Câmara
João Pedro Xavier da Câmara (São José, 19 de maio de 1843 — Rio de Janeiro, 28 de fevereiro de 1922) foi um militar e político brasileiro.
Filho de Francisco Xavier de Oliveira Câmara e de Maria Benedita de Oliveira. Casou com Maria Emília Albuquerque.
Filiado ao Partido Liberal, foi deputado à Assembleia Legislativa Provincial de Santa Catarina na 20ª legislatura (1874 — 1875), na 21ª legislatura (1876 — 1877), e na 22ª legislatura (1878 — 1879).
Foi comandante da Brigada Policial da Capital Federal, então na cidade do Rio de Janeiro, atual Polícia Militar do Estado do Rio de Janeiro, no ano de 1894, no posto de general de brigada. Em 24 de julho de 1905, foi promovido a Marechal do Exército.
Foi chefe do Estado-Maior do Exército, entre 20 de novembro de 1906 e 29 de maio de 1909.
Durante a presidência de Afonso Pena, foi ministro interino da Guerra, em 1908.
Era tio do Cardeal Dom Jaime de Barros Câmara e foi um grande incentivador da sua vocação sacerdotal.